# Frontière entre la Grèce et la Macédoine du Nord

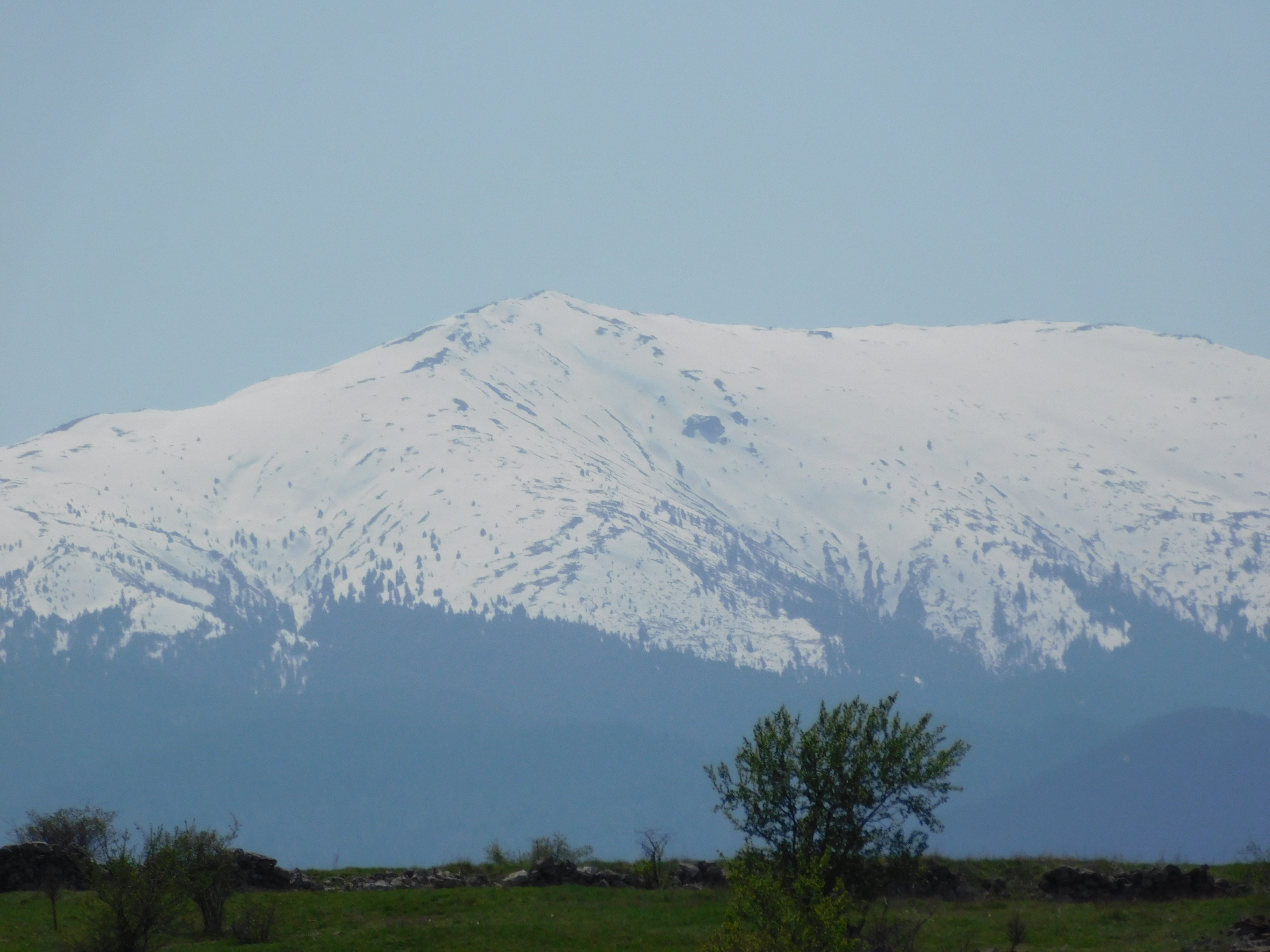
Le mont Kajmakčalan, sur la frontière.

La frontière entre la Grèce et la Macédoine du Nord est la frontière séparant la Grèce et la Macédoine du Nord. C'est la seule frontière grecque à n'avoir jamais été contestée ni varié.

## Histoire
Jusqu'aux guerres balkaniques, la Grèce n'avait de frontière terrestre qu'avec l'Empire ottoman. À la suite de ces conflits, la frontière fut fixée entre les alliés grec et serbe. La frontière sépara ensuite la Grèce et la Yougoslavie puis, après 1992, la Grèce et la Macédoine du Nord. Malgré ces évolutions, la frontière n'a jamais été contestée au fil des décennies.
Lors de l'adhésion de la Grèce à la Communauté économique européenne (CEE) en 1981, la frontière entre la Grèce et la Yougoslavie prolonge la frontière entre la Communauté économique européenne et la Yougoslavie, qui se limitait précédemment à la frontière entre l'Italie et la Yougoslavie. À la suite de l'indépendance, en 1991, de ce qui était alors appelé la Macédoine, la frontière gréco-macédonienne constitue la frontière entre la CEE et la Macédoine. Après l'évolution de la CEE en Union européenne en 1993, elle constitue, d'abord entièrement puis après 2007 partiellement, la frontière entre la Macédoine du Nord et l'Union européenne.

## Description
La frontière entre la Grèce et la Macédoine du Nord, intégralement terrestre, s'étend d'ouest en est depuis le lac Prespa, où elle rejoint la frontière entre l'Albanie et la Grèce et la frontière entre l'Albanie et la Macédoine du Nord en un point appelé Triethnes (« trois nations »), jusqu'au tripoint avec la frontière entre la Bulgarie et la Grèce et la frontière entre la Bulgarie et la Macédoine du Nord. Elle est pratiquement intégralement montagneuse, sauf au niveau de la vallée du Vardar et du plateau de Pélagonie. Ce plateau est divisé entre les deux pays, qui s'en partagent aussi les deux principales villes : Flórina en Grèce et Bitola en Macédoine du Nord.